# Mistrzostwa Świata w Short Tracku 2022
46. edycja Mistrzostw Świata w Short Tracku odbywała się w dniach 8–10 kwietnia 2022 w Maurice Richard Arena w kanadyjskim Montrealu. Organizatorem zawodów była Międzynarodowa Unia Łyżwiarska. Początkowo planowano rozegranie zawodów w terminie od 18 do 20 marca 2022, lecz z powodu pandemii COVID-19, oraz inwazji Rosji na Ukrainę, przesunięto zmagania o trzy tygodnie. Klasyfikację medalową wygrała reprezentacja Korei Południowej z dorobkiem dwunastu medali przed Węgrami (cztery krążki) i Kanadą (siedem).

## Klasyfikacja medalowa
Pogrubieniem oznaczono kraj będący gospodarzem mistrzostw (Kanada):
| Lp.    | Kraj             | Złoto | Srebro | Brąz | Razem |
| 1.     | Korea Południowa | 6     | 2      | 4    | 12    |
| 2.     | Węgry            | 4     | 0      | 0    | 4     |
| 3.     | Kanada           | 1     | 8      | 1    | 10    |
| 4.     | Holandia         | 1     | 1      | 5    | 7     |
| 5.     | Francja          | 0     | 1      | 0    | 1     |
| 6.     | Belgia           | 0     | 0      | 2    | 2     |
| Ogółem | Ogółem           | 12    | 12     | 12   | 36    |

## Medaliści i medalistki

### Mężczyźni
| Konkurencja            | Złoto                                                                       | Czas     | Srebro                                                            | Czas     | Brąz                                                                        | Czas     |
| ---------------------- | --------------------------------------------------------------------------- | -------- | ----------------------------------------------------------------- | -------- | --------------------------------------------------------------------------- | -------- |
| 500 metrów             | Shaoang Liu                                                                 | 40.573   | Quentin Fercoq                                                    | 40.674   | Stijn Desmet                                                                | 40.710   |
| 1000 metrów            | Shaoang Liu                                                                 | 1:25.462 | Lee June-seo                                                      | 1:25.529 | Kwak Yoon-gy                                                                | 1:25.662 |
| 1500 metrów            | Shaoang Liu                                                                 | 2:15.096 | Pascal Dion                                                       | 2:15.644 | Stijn Desmet                                                                | 2:15.716 |
| Superfinał 3000 metrów | Pascal Dion                                                                 | 4:42.214 | Lee June-seo                                                      | 4:42.306 | Sjinkie Knegt                                                               | 4:42.721 |
| Wielobój               | Shaoang Liu                                                                 | 104 pkt  | Pascal Dion                                                       | 63 pkt   | Lee June-seo                                                                | 55 pkt   |
| Sztafeta 5000 metrów   | Korea Południowa Han Seung-soo · Kwak Yoon-gy · Lee June-seo · Park In-wook | 6:56.709 | Holandia Itzhak de Laat · Friso Emons · Sjinkie Knegt · Sven Roes | 6:56.786 | Kanada Pascal Dion · Steven Dubois · Charles Hamelin · Jordan Pierre-Gilles | 6:56.807 |

### Kobiety
| Konkurencja            | Złoto                                                                     | Czas     | Srebro                                                                    | Czas     | Brąz                                                                           | Czas     |
| ---------------------- | ------------------------------------------------------------------------- | -------- | ------------------------------------------------------------------------- | -------- | ------------------------------------------------------------------------------ | -------- |
| 500 metrów             | Xandra Velzeboer                                                          | 42.476   | Kim Boutin                                                                | 42.570   | Yara van Kerkhof                                                               | 42.642   |
| 1000 metrów            | Choi Min-jeong                                                            | 1:27.956 | Kim Boutin                                                                | 1:28.076 | Xandra Velzeboer                                                               | 1:29.144 |
| 1500 metrów            | Choi Min-jeong                                                            | 2:23.594 | Kim Boutin                                                                | 2:24.201 | Seo Whi-min                                                                    | 2:24.455 |
| Superfinał 3000 metrów | Choi Min-jeong                                                            | 5:05.641 | Kim Boutin                                                                | 5:05.734 | Seo Whi-min                                                                    | 5:06.840 |
| Wielobój               | Choi Min-jeong                                                            | 107 pkt  | Kim Boutin                                                                | 84 pkt   | Xandra Velzeboer                                                               | 53 pkt   |
| Sztafeta 3000 metrów   | Korea Południowa Choi Min-jeong · Kim A-lang · Seo Whi-min · Shim Suk-hee | 4:09.683 | Kanada Kim Boutin · Florence Brunelle · Alyson Charles · Courtney Sarault | 4:09.717 | Holandia Rianne De Vries · Selma Poutsma · Yara van Kerkhof · Xandra Velzeboer | 4:09.779 |